# Temple protestant du Puy-en-Velay
Le temple protestant du Puy-en-Velay est un lieu de culte construit en 1894 et situé 6 rue Jean-Baptiste Fabre au Puy-en-Velay, chef-lieu de la Haute-Loire. La paroisse est membre l'Église protestante unie de France.

## Historique
Le temple est inauguré le 25 novembre 1894. Le premier pasteur est Samuel Abel. Pendant la Seconde Guerre mondiale, la paroisse est en lien avec les protestants du Chambon-sur-Lignon voisin, et sauve plusieurs centaines de juifs de la Shoah. Aujourd'hui, la communauté est engagée dans le dialogue œcuménique et interreligieux,.

## Architecture
L'architecte est Adolphe Augustin Rey (1864-1934), auteur par la suite de nombreux édifices pour le protestantisme à Paris.
À l'intérieur, la nef fait face à une niche et une estrade, sur laquelle se dresse une chaire à prêcher. Devant, Bible ouverte est disposée sur la table de communion.